# 勒布尔当
勒布尔当（法語：Le Bourg-d'Hem），直译为昂堡或翁堡，是法国克勒兹省的一个市镇，位于该省北部略偏西，克勒兹河右岸，属于盖雷区。该市镇总面积15.39平方公里，2009年时的人口为225人。

## 交通
克勒兹省省道D15线、D33线、D48线和D56线在境内交汇。

## 人口
勒布尔当人口变化图示
该省在一个世纪内人口数量减少了近70%